# Mirko Foret
Mirko Foret, vlastním jménem Miroslav Foret (9. února 1922 Svitávka – 20. března 1998 Brno), byl český skladatel, trumpetista a dirigent.
Patřil k zakládajícím členům orchestru Gustava Broma, hrál s ním mimo jiné na premiéře v Rožnově pod Radhoštěm o letních prázdninách roku 1940, počítané jako historický počátek tohoto legendárního brněnského tělesa.
Po druhé světové válce (1947) absolvoval brněnskou konzervatoř a působil jako trumpetista v Symfonickém orchestru brněnského rozhlasu (1945 – 1955).
Potom se již věnoval výhradně populární a jazzové hudbě s vlastním souborem, kterým prošla řada vynikajících hudebníků jako byli trumpetista Jan Slabák, trombonista Mojmír Bártek, saxofonisté Míla Petr, Zdeněk Novák, Juraj Velčovský, Felix Slováček, Günter Kočí či Vladimír Popelka, známý především jako skladatel a aranžér, klavíristé Oldřich Blaha, Lubomír Novosad a Miroslav Hanák, kontrabasista Imré Moži, ale zejména zpěváci Eva Martinová, Karel Duda a Zbyšek Pantůček. V 50. a 60. letech pravidelně spolupracoval s Československým rozhlasem a posléze také s Československou televizí. Jako hostující dirigent nahrával také s Rozhlasovým orchestrem Studio Brno.
V Supraphonu vydal tehdy velmi populární písničky O Cangaciero, Sedm vrchů, sedm moří, Země, odkud přicházím a mnohé další. Mimo jiné nahrál během svého dvouměsíčního turné v roce 1962 v tehdejším Sovětském svazu také desku pro firmu Melodija.
Dlouhodobě a opakovaně účinkoval v tanečních kavárnách (v Brně hotely Slovan, Evropa či mezinárodní varieté Rozmarýn, ale také třeba pražská Alfa na Václavském náměstí).
V letech 1967 – 1980 pravidelně vyjížděl se svým souborem na dlouhodobá angažmá do Finska a Švédska. Začátkem roku 1971 vystupovali jeden večer společně v programu s tehdy začínající skupinou ABBA.
V 80. letech vedl mimo vlastního tanečního souboru také Vyškovský big band. S ním slavil opakovaná vítězství například na Jazzových festivalech v Kroměříži či v Rychnově nad Kněžnou.
V roce 1993 mu Nadace Život umělce udělila cenu Senior Prix.